# 드리아스원숭이
드리아스원숭이(Chlorocebus dryas)는 긴꼬리원숭이과에 속하는 영장류의 일종이다. 살룽가원숭이 또는 Ntolu로도 불리며, 콩고강 왼쪽 제방 쪽의 콩고 분지에서만 제한적으로 발견된다.
이전에 자이레다이아나원숭이(Cercopithecus salongo)로 분류되었던, 이 동물은 현재 드리아스원숭이로 분류된다. 일부 오래된 문헌에서는, 드리아스원숭이를 다이애나원숭이으로 아종으로 취급하여 Cercopithecus diana dryas로 분류하기도 하였으나, 알려진 어떤 다이애나원숭이 종들과도 지리적으로 고립되어 있다.
이전에는 드리아스원숭이를 자료가 부족한 종으로 간주했었지만, 최근에는 전체 개체수가 200마리 이하로 예측하여, 희귀종으로 분류하였다. 결국, 이들의 상태는 2008년 IUCN 적색 목록에서 멸종위급종으로 변경되었다.
이들이 선호하는 서식지는 이차숲 또는 원시림의 상층부라고 추측되고 있다. 드리아스원숭이들은 주로 식물을 먹으며, 대부분은 과일과 꽃 그리고 어린 잎들이지만, 일부는 무척추동물을 먹기도 한다.
지금까지, 드리아스원숭이는 꽤 전형적인 숲 게논으로 알려져 있다. 몸 크기는 40-55 cm로 다양하며, 꼬리는 50–75 cm 정도이다. 다 자라면 몸무게가 4 ~ 7 kg에 달하고, 성적 이형을 보인다. 이런 특징들은 다이애나원숭이와 비슷하지만, 하체 뒷쪽과 앞발은 녹색을 띤 회색으로 다이애나원숭이와 다르다.
군집 생활을 하는 개체수는 한 마리의 성인 수컷과 함께 30마리에 이른다. 임신 기간은 5개월이고, 보통 한 마리를 낳는다. 태어나서 3년이면 성적으로 성숙해진다. 사육 상태에서의 수명이 19년까지 기록된 바 있다.